# Max Marschalk
Max Marschalk (Berlín, 7 d'abril de 1863 - Powerob, 24 d'agost de 1940) fou un compositor alemany.
Va escriure l'òpera en un acte In Flammen (Gotha, 1896), i la música per les obres: Das böse Prinzesschen (1904), Und Pippa tanzt (1906), Schwester Beatrice, etc. També se li deu el liederspiel Aucassin und Nicolette (Stuttgart, 1907).